# Kidsgo
kidsgo ist eine Plattform für Schwangere und Eltern und wird von Eltern gemacht. Das Kernstück ist die Kurs- und Veranstaltungsübersicht zu den Themen Kinderwunsch, Schwangerschaft, Geburt, Baby, Kleinkind und Familie. Hier werden Kurstermine und Angebote veröffentlicht, die als Live-Veranstaltung oder virtuell stattfinden. Außerdem Flohmarkttermine und Beratungsstellen. Das kidsgo Netzwerk steht allen Anbietern von Angeboten zu diesen Themen offen. Neben den regionalen und bundesweiten Tipps und Hinweisen berichtet kidsgo über Themen rund ums „Eltern-werden“ und „Eltern-sein“ und stellt diverse Tools und Rechner zur Verfügung. Darunter den Eisprungrechner, einen Zeugungsterminrechner, die Vornamensuchmaschine, den Vorsorge-Check für alle Untersuchungen in der Schwangerschaft mit Experteneinschätzungen, den Geburtsterminrechner, und einen Baby-Untersuchungs-Termin-Rechner. Schwangere finden ihre Hebamme in der Datenbank mit detaillierten Suchfunktionen. Newsletter können zu den Themen Schwangerschaft oder Familie abonniert werden. Familien können Produkte testen und bewerten, daraus vergibt der Verlag ein Empfehlungssiegel.
Außerdem bewerten regelmäßig Experten (Hebammen, Sportgruppenleiter etc.) Produkte unabhängig aus ihrer fachlichen Sicht. Aus dem Ergebnis vergibt der Verlag eine Expertise zu dem Produkt an der sich Familien orientieren können.
Unterhaltende Rubriken wie die Schwangeren- und Baby-Tagebuch-Blogs, Quizze, Selbsttests und Umfragen ergänzen das Angebot. Der Verlag hat zur Unterstützung von Schwangeren und Müttern ein Erzählcafe veranstaltet.
Das kidsgo Netzwerk, die kidsgo Familie, bietet den Mitgliedern neben der Kursveröffentlichung auch eine Kurs- und Teilnehmerverwaltung KurVe und das Videotool kivi.
Im Jahr 1998 wurde der kidsgo Verlag gegründet.
Der Verlag ist Gründungsmitglied des Netzwerks „Elterninitiativen für Geburtskultur“ und engagiert sich darüber für eine sichere Geburtsbegleitung in Deutschland.
2015 hat der Verlag den Antrag an die UNESCO „Hebammenkunst als Immaterielles Kulturerbe“ unter Schutz zu stellen zusammen mit den Hebammen erarbeitet und verfasst. Die beiden Berufsverbände der Hebammen, dem Deutschen Hebammenverband (DHV) und dem BFHD (Bund freiberuflicher Hebammen Deutschlands) und dem Verein HfD (Hebammen für Deutschland) haben den Antrag am 28. Oktober 2015 eingereicht. Am 9. Dezember 2016 ist das Hebammenwesen in seiner ursprünglichen Form als immaterielles Kulturerbe geschützt worden. Neben der Homepage kidsgo.de wird die Seite vaeterzeit.de und die Seite pubertaet.de betrieben.
Ein interaktives kidsgo eMagazin erschien 4 × im Jahr.
Vor der Pandemie 2020 wurde viermal im Jahr ein kidsgo Printmagazin verbreitet, IVW geprüfte Auflage von 197.100 in 4/2019. Die Reichweite liegt laut einer Eigenerhebung bei 433.500 Lesern (Stand Juli 2014). Herausgeberin ist Barbara Hirt. Das kidsgo-Print-Magazin ist kostenlos. Die Verteilung erfolgt über Hebammen, Frauenarzt- und Kinderarztpraxen, Krankenhäuser, Geburtshäuser, Familienbildungsstätten, Jugendämter, Einwohnermelde- und Standesämter, Beratungsstellen, Spielwaren- und Second-Hand-Läden und Einrichtungen, die von jungen Eltern frequentiert werden.